# پیر-آلکسی پسونو
پیر-آلکسی پسونو (فرانسوی: Pierre-Alexis Pessonneaux‎؛ زادهٔ ۲۵ نوامبر ۱۹۸۷) دونده دو سرعت اهل فرانسه است.